# Río Chipurana
El río Chipurana es un cuerpo de agua que discurre por los departamentos de San Martín y Loreto, al noreste del Perú. Su origen proviene de la cordillera Azul y desemboca en el río Ucayali.

## Descripción

### Recorrido
Chipurana nace de la zona más occidental de la cordillera Azul, dentro del parque nacional homónimo, discurre entre los distritos de Chipurana de la provincia de San Martín en el departamento de San Martín; y Sarayacu, Vargas Guerra y Pampa Hermosa de la provincia de Ucayali en el departamento de Loreto.

### Protección
La rivera del Chipurana, rica en flora y fauna, es protegida por campesinos y comuneros indígenas, que son acosados por taladeros forestales ilegales, ya que el río es la entrada occidental al Parque nacional Cordillera Azul.